# Олександр Патрикійович
Олександр Патрикійович (пом.після 1402) — князь стародубський, згаданий літописом під 1402 роком. Можливо, був однією особою з Олександром Звенигородським, який від'їхав до Москви з Литви в 1408 році.
У 1402 році в битві під Любутськом разом із литовським князем Лугвенієм Ольгердовичем розбив рязанське військо на чолі з Родославом Ольговичем, яке прямувало до Брянська.
Походження Олександра (вірніше, його батька) викликає суперечки. Традиційно вважався сином Патрикія Наримунтовича, який при цьому ототожнювався з Патрикієм Давидовичем стародубським Любецького синодика. Також Патрикій Наримунтович ототожнюється з Патрікеєм звенигородським, а Олександр Патриійович стародубський — з Олександром звенигородським, який від'їхав до Москви з Литви в 1408 році. З цієї причини Патрикій Наримунтович вважається також звенигородським князем. Олександр (як син Патрикія Наримунтовича) вважається засновником роду князів Корецьких.
Нові дослідники зазначають, що ім'я Наримунта в хрещенні було Гліб, а не Давид, а Давид був абсолютно окремим князем, який служив на західних рубежах Литви проти хрестоносців.
У літописах під час перерахування князів, які від'їхали 1408 року до Москви, згадується також Федір Олександрович. У Федора Андрійовича звенигородського (уп.1377), згідно з Любецьким синодиком, справді був син Олександр, а в того — син Федір.

## Діти
- Семен
- Аграфена — 8 жовтня 1403 вступила у шлюб із можайським князем Андрієм Дмитровичем.